# 320880 Cabu
320880 Cabu este o planetă minoră (asteroid) din centura de asteroizi. A fost descoperită pe 11 aprilie 2008 la Nogales de Jean-Claude Merlin⁠(d). 
Obiectul prezintă o orbită caracterizată de o semiaxă mare de 2,681787819241 UAi, o excentricitate de 0,11, o înclinație de 12,6 ° în raport cu ecliptica.